# Księstwo nyskie

Część księstwa nyskiego pozostała przy Habsburgach (zaznaczona na żółto)

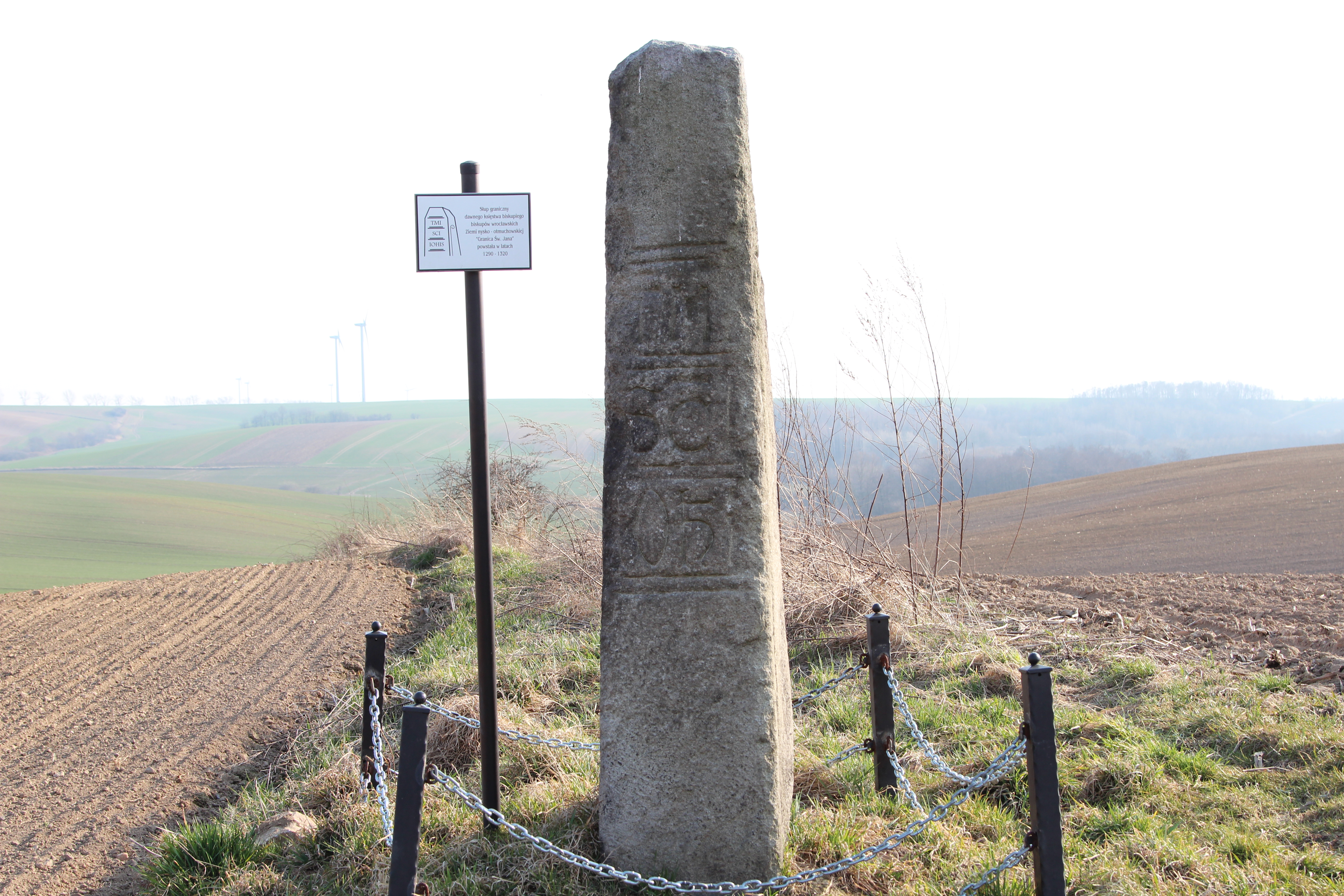
Kamień graniczny księstwa nyskiego w Chocieborzu

Księstwo nyskie (niem. Fürstentum Neisse, cz. Nisské knížectví) – biskupie księstwo feudalne na Dolnym Śląsku z ośrodkiem w Nysie.

## Historia
Ziemie te przypadły w 1198 najstarszemu synowi księcia wrocławskiego Bolesława Wysokiego, Jarosławowi, od 1173 księciu opolskiemu i jednocześnie biskupowi wrocławskiemu w latach 1198–1201. Po jego śmierci w 1201 następca Bolesława Wysokiego Henryk Brodaty pozostawił we władaniu biskupstwa kasztelanię otmuchowską jako uposażenie stołu biskupiego oraz ziemię nyską.
Starania o utworzenie księstwa prowadzili następcy Jarosława. Biskup Wawrzyniec (1207–1232) dokonał lokacji Nysy i za zgodą Henryka I Brodatego zbudował osadę graniczną Cygenhals – obecne Głuchołazy. W XIII wieku w obrębie księstwa znajdowały się Zlaté Hory, Javorník, Jesionik i Bruntál. W XIV wieku doszły Ścinawa Mała, Paczków i Grodków. W XV wieku było to już 11 miast.
Biskupi prowadzili jednocześnie intensywną kolonizację swoich ziem także poprzez trzebienie należących do dóbr książęcych lasów Przesieki Śląskiej. Na tym tle doszło do zatargu z Henrykiem IV Probusem, który domagał się zwierzchności nad założonymi na terenach przesieki 65 wsiami. Mediacja legata papieskiego była niekorzystna dla księcia, który uzyskał jednak poparcie książąt śląskich. Ugoda z 1287 stanowiła, iż wsie należą się księciu, który natychmiast podarował je biskupowi. Do porozumienia, które ustanowiło podstawy prawne księstwa biskupiego, doszło w trzy lata później, w ostatnim roku panowania Henryka. 23 czerwca 1290 nadał mocą swego testamentu zarządzającym kasztelanią nyską biskupom wrocławskim niezależność na ziemi nysko-otmuchowskiej – „daję pełne panowanie i doskonałe pod każdym względem prawo książęce w ziemi otmuchowskiej”. Hierarchowie otrzymali także władzę sądowniczą na terenie księstwa oraz prawo bicia monety.
Pierwszym biskupem wrocławskim posługującym się tytułem książęcym był Henryk z Wierzbna, książę nyski i biskup wrocławski w latach 1302–1319. Książęta świeccy uważający się za spadkobierców zmarłego starali się unieważnić nadany przywilej, jednak w 1333 ostatecznie potwierdził go Bolko II ziębicki. Od 1342 biskupi-książęta uznawali lenną zależność od królów czeskich. W 1430 książę Bolko V Wołoszek sprzymierzony z husytami obstawił swoim wojskiem miasto Prudnik oraz miejscowy zamek, traktując je jako bazę operacyjną w planowanym ataku na księstwo nyskie.
Siedzibą kasztelanii i stolicą księstwa pierwotnie był Otmuchów, ale już od XIII wieku biskupi częściej przebywali w Nysie. Kolegiatę z Otmuchowa do Nysy przeniesiono w 1477.
W 1622 roku biskup wrocławski Karol Habsburg sprowadził do Nysy jezuitów. Rozpoczęło to okres w XVII wieku gdy na terenie księstwa doszło do kilku fal procesów o czary i palenia kobiet (rzekomych czarownic). Procesy te osiągnęły niebywałe rozmiary w skali Europy Środkowej i Śląska. W największym nasileniu pogromy czarownic miały miejsce w latach 1622, 1639–1642, 1651–1652. W roku 1622 na torturach oskarżona kobieta przyznała się do winy, wymieniając pięć innych jako swoje wspólniczki. Wszystkie one zostały spalone. W latach 1639–1642 Johann Balthasar Liesch von Hornau, biskup pomocniczy wrocławski, wybudował specjalny piec do palenia czarownic. Zachowane akta dokumentują 27 egzekucji, jednak z umów zawieranych z katami wynika, że liczba ofiar była znacznie wyższa. W latach 1651–1652, na stosach spalono około 250 kobiet i dziewczynek. Ostatnie procesy o czary zakończone spaleniem miały miejsce w latach 1683–1684 gdy stracono dwie kobiety i mężczyznę. Ostatni proces o czary miał miejsce w roku 1715 i został zakończony umieszczeniem oskarżonej w szpitalu psychiatrycznym.
Po wojnach śląskich w 1742 większa część księstwa znalazła się w granicach Prus. Jedynie jego południową część wraz z letnią rezydencją biskupią na zamku Johannesberg (obecnie Jansky vrch) w Javorníku pozostała w granicach ziem habsburskich – obecnie w powiecie Jesenik. Pozostałe tereny księstwa, które przypadły Habsburgom, to Heřmanovice (niem. Hermannstadt) w powiecie Bruntál, a także Mnichov (niem. Einsiedel) i Železná (niem. Buchbergsthal), będące obecnie częścią gminy Vrbno pod Pradědem.
W czasie ostatniej wojny śląskiej biskup wrocławski Philipp Gotthard von Schaffgotsch skazany przez władze pruskie na banicję uciekł z Wrocławia do leżącej na ziemiach austriackich letniej rezydencji. Kres istnieniu księstwa położyła sekularyzacja przeprowadzona w Prusach w 1810. W 1818 włączono do rejencji opolskiej znaczną część dawnego księstwa biskupiego: powiaty nyski i grodkowski. Tym samym oderwano większość terenów księstwa od Dolnego Śląska i połączono administracyjnie z pruskim Górnym Śląskiem.
Część austriacką sekularyzowano w 1850, pozostawiając jednak majątki ziemskie w rękach biskupów wrocławskich. Stały się one miejscem schronienia biskupa Heinricha Förstera, który został wygnany z Prus w 1875 po wydrukowaniu encykliki Piusa IX krytykującej Kulturkampf. W 1945 roku przeszły one na własność państwa czechosłowackiego. Obecnie w Polsce znajduje się 1231 km², a w Czechach 900 km² terenów dawnego księstwa.